# Nicolás Larraín Rojas
Nicolás Larraín Rojas (Santiago, 1805-ibídem, 1886) fue un político y abogado chileno.

## Familia y estudios
Era hijo de Francisco de Borja Larraín Lecaros y Agustina de Rojas Gamboa. Estudió Leyes en el Instituto Nacional, del cual se graduó en agosto de 1841. Su memoria versó sobre Las Cortes de Justicia Colonial.

### Matrimonio e hijos
Contrajo matrimonio en 1831 con Trinidad Larraín Moxó, con quien tuvo descendencia. Larraín era hermana del líder pelucón, José Rafael Larraín Moxó.

## Carrera política
Ingresó joven al Partido Liberal, al cual perteneció por la influencia familiar. Participó de la desastrosa guerra civil de 1830 del lado de los pipiolos. Posteriormente se mantuvo alejado de las esferas políticas evitando persecuciones y dedicándose a sus estudios. 
Su matrimonio con la hermana de José Rafael Larraín Moxó no le hizo cambiar de idea política, pero se acercó más a los conservadores, siendo secretario del Cabildo de Santiago.
Fue elegido Diputado por Coelemu en 1843 y 1846. Posteriormente ejerció como secretario de la Intendencia de Santiago en 1850. Pasó luego a ser elegido Senador por Concepción al período 1852-1861. Integró la Comisión Permanente de Constitución, Legislación y Justicia.
Asumió como ministro de la Corte de Apelaciones de Santiago en 1862 y de la Corte Suprema de Justicia en 1867.